# Phaseolus grayanus
Phaseolus grayanus là một loài thực vật có hoa trong họ Đậu. Loài này được Wooton & Standl. miêu tả khoa học đầu tiên.